# Léonie est en avance (moyen métrage)
Pour les articles homonymes, voir Léonie.
Pour plus de détails, voir Fiche technique et Distribution.
Léonie est en avance ou Le Mal joli est un moyen métrage français de Jean-Pierre Feydeau, sorti en 1935.

## Fiche technique
- Titre : Léonie est en avance
- Réalisation : Jean-Pierre Feydeau
- Scénario : Jean-Pierre Feydeau d'après la pièce éponyme de Georges Feydeau
- Pays d'origine :  France
- Format : Noir et blanc - 1,37:1 - 35 mm - Son Mono
- Métrage : 1000 mètres
- Genre : Comédie
- Durée : 36 minutes
- Date de sortie : 
  - France - 1935

## Distribution
- Marfa Dhervilly : Madame de Champrinet
- Christiane Delyne : Léonie Toudoux
- Adrien Le Gallo : Julien Toudoux
- Germaine Michel : Madame Virtuel - la sage-femme
- Paul Pauley : Monsieur de Champrinet

## Autour du film
- Le réalisateur Jean-Pierre Feydeau est le fils de Georges Feydeau (source IMDb).
- Une adaptation de la pièce a été réalisée également par Louis-Georges Carrier sous le titre Le P'tit vient vite (1972).